# دیوید استفنس
دیوید استفنس (انگلیسی: David Stephens؛ زادهٔ ۸ اکتبر ۱۹۹۱) بازیکن فوتبال اهل بریتانیا است.
از باشگاه‌هایی که در آن بازی کرده است می‌توان به باشگاه فوتبال نوریچ سیتی، باشگاه فوتبال بارنت، باشگاه فوتبال بورم‌وود، باشگاه فوتبال هیبرنین، و باشگاه فوتبال لینکولن سیتی اشاره کرد.